# Rio Dukem
O rio Dukem é um curso de água da região central da Etiópia.